# 赫尔德不等式
赫爾德不等式是數學分析的一條不等式，取名自德國數學家奧托·赫爾德。這是一條揭示Lp空間的相互關係的基本不等式：
設{\displaystyle S}為測度空間，{\displaystyle 1\leq p,q\leq \infty }，及{\displaystyle {1 \over p}+{1 \over q}=1}，設{\displaystyle f}在{\displaystyle L^{p}(S)}內，{\displaystyle g}在{\displaystyle L^{q}(S)}內。則{\displaystyle f{\mbox{ }}g}在{\displaystyle L^{1}(S)}內，且有
{\displaystyle \|fg\|_{1}\leq \|f\|_{p}\|g\|_{q},}
等号当且仅当{\displaystyle |f|^{p}}与{\displaystyle |g|^{q}}（幾乎處處）线性相关时取得，即有常數{\displaystyle \alpha ,\beta }使得{\displaystyle \alpha |f(x)|^{p}=\beta |g(x)|^{q}}對幾乎所有{\displaystyle x\in S}成立。
若{\displaystyle S}取作{\displaystyle \{1,...,n\}}附計數測度，便得赫爾德不等式的特殊情形：對所有實數（或複數）{\displaystyle x_{1},{\mbox{ }}...,{\mbox{ }}x_{n};{\mbox{ }}y_{1},{\mbox{ }}...,{\mbox{ }}y_{n}}，有
{\displaystyle \sum _{k=1}^{n}|x_{k}y_{k}|\leq \left(\sum _{k=1}^{n}|x_{k}|^{p}\right)^{\frac {1}{p}}\left(\sum _{k=1}^{n}|y_{k}|^{q}\right)^{\frac {1}{q}}}。
我们称 {\displaystyle p} 和 {\displaystyle q} 互为赫尔德共轭。
若取{\displaystyle S}為自然數集附計數測度，便得與上類似的無窮級數不等式。
當{\displaystyle p=q=2}，便得到柯西-施瓦茨不等式。
赫爾德不等式可以證明{\displaystyle L^{p}}空間上一般化的三角不等式，閔可夫斯基不等式，和證明{\displaystyle L^{p}}空間是{\displaystyle L^{q}}空間的對偶。

## 备注
- 在赫尔德共轭的定义中，{\displaystyle {\frac {1}{\infty }}}意味着零。

- 如果{\displaystyle 1\leq p}，{\displaystyle q<\infty }，那么{\displaystyle \lVert f\rVert _{p}}和{\displaystyle \lVert g\rVert _{q}}表示（可能无穷的）表达式：

{\displaystyle {\biggl (}\int _{S}|f|^{p}\,\mathrm {d} \mu {\biggr )}^{\frac {1}{p}}}   以及   {\displaystyle {\biggl (}\int _{S}|g|^{q}\,\mathrm {d} \mu {\biggr )}^{\frac {1}{q}}.}
- 如果 {\displaystyle p=\infty }，那么{\displaystyle \lVert f\rVert _{\infty }}表示 {\displaystyle |f|} 的本性上确界，{\displaystyle \lVert g\rVert _{\infty }}也类似。

- 在赫尔德不等式的右端，0乘以{\displaystyle \infty }以及{\displaystyle \infty }乘以0意味着 0。把 {\displaystyle a>0} 乘以{\displaystyle \infty }，则得出{\displaystyle \infty }。

## 证明
赫尔德不等式有许多证明，主要的想法是杨氏不等式。
如果{\displaystyle \lVert f\rVert _{p}=0}，那么{\displaystyle f} {\displaystyle \mu }-几乎处处为零，且乘积{\displaystyle fg} {\displaystyle \mu }-几乎处处为零，因此赫尔德不等式的左端为零。如果{\displaystyle \lVert g\rVert _{q}=0}也是这样。因此，我们可以假设{\displaystyle \lVert f\rVert _{p}>0}且{\displaystyle \lVert g\rVert _{q}>0}。
如果{\displaystyle \lVert f\rVert _{p}=\infty }或{\displaystyle \lVert g\rVert _{q}=\infty }，那么不等式的右端为无穷大。因此，我们可以假设{\displaystyle \lVert f\rVert _{p}}和{\displaystyle \lVert g\rVert _{q}}位于 {\displaystyle (0,\infty )} 内。
如果 {\displaystyle p=\infty } 且 {\displaystyle q=1}，那么几乎处处有 {\displaystyle |fg|\leq \lVert f\rVert _{\infty }|g|}，不等式就可以从勒贝格积分的单调性推出。对于 {\displaystyle p=1}和{\displaystyle q=\infty }，情况也类似。因此，我们还可以假设{\displaystyle p,q\in (1,\infty )}。
分别用 {\displaystyle f} 和 {\displaystyle g} 除{\displaystyle \lVert f\rVert _{p}\lVert g\rVert _{q}}，我们可以假设：
{\displaystyle \|f\|_{p}=\|g\|_{q}=1.}
我们现在使用杨氏不等式：
{\displaystyle ab\leq {\frac {a^{p}}{p}}+{\frac {b^{q}}{q}},}
对于所有非负的 {\displaystyle a} 和 {\displaystyle b}，当且仅当 {\displaystyle a^{p}=b^{q}} 时等式成立。因此：
{\displaystyle |f(s)g(s)|\leq {\frac {|f(s)|^{p}}{p}}+{\frac {|g(s)|^{q}}{q}},\qquad s\in S.}
两边积分，得：
{\displaystyle \|fg\|_{1}\leq 1,}
这便证明了赫尔德不等式。
在 {\displaystyle p\in (1,\infty )} 和 {\displaystyle \lVert f\rVert _{p}=\lVert g\rVert _{q}=1} 的假设下，等式成立当且仅当几乎处处有{\displaystyle |f|^{p}=|g|^{q}}。更一般地，如果 {\displaystyle \lVert f\rVert _{p}} 和 {\displaystyle \lVert g\rVert _{q}} 位于 {\displaystyle (0,\infty )} 内，那么赫尔德不等式变为等式，当且仅当存在{\displaystyle \alpha ,\beta >0}（即 {\displaystyle \alpha =\lVert g\rVert _{q}} 且 {\displaystyle \beta =\lVert f\rVert _{p}} ），使得：
{\displaystyle \alpha |f|^{p}=\beta |g|^{q}\,}   {\displaystyle \mu }-几乎处处   (*)
{\displaystyle \lVert f\rVert _{p}=0}的情况对应于(*)中的 {\displaystyle \beta =0}。{\displaystyle \lVert g\rVert _{q}=0} 的情况对应于(*)中的 {\displaystyle \alpha =0}。

## 反向赫尔德不等式
当{\displaystyle 0<p<1}时，{\displaystyle \|\cdot \|_{p}}不再满足三角不等式，此时成立反向赫尔德不等式(Reverse Hölder inequality):
{\displaystyle \|fg\|_{1}\geq \|f\|_{p}\|g\|_{q}}